# Четчуева, Татьяна Юрьевна
Татьяна Юрьевна Четчуева (в замужестве — Семенова; родилась 23 января 1988) — российская футболистка, защитница. Мастер спорта России международного класса.

## Биография
Воспитанница ДЮСШ г. Олонец и местной команды «Карелочка», тренер — Пётр Харитонов. Вызывалась в юниорскую сборную Северо-западного федерального округа и становилась бронзовым призёром первенства России в своём возрасте. Позднее выступала за молодёжную (до 19 лет) сборную России.
С 2005 года играла за клубы высшей лиги России — петербургские «Нева» и «Аврора», провела в элитном дивизионе три сезона.
Также выступала в мини-футболе и футзале. В 2006 году в составе сборной России стала чемпионкой мира по футзалу.